# Середюк Олег Олександрович
Оле́г Олекса́ндрович Середю́к (26 січня 1988 — 26 серпня 2015) — солдат Збройних сил України, учасник російсько-української війни.

## Життєпис
Народився 1988 року в селі Москалівка Хмельницької області, закінчив москалівську ЗОШ, навчався у Кам'янець-Подільському державному університеті. Після першого курсу навчання у зв'язку зі смертю матері мусив покинути навчання, з бабусею виховував трьох молодших братів. Мешкав у Москалівці, працював лаборантом в загальноосвітній школі, різноробом у сільськогосподарському підприємстві, останнім часом — на агропідприємстві групи компаній «VITAGRO».
Мобілізований у квітні 2015-го, солдат 19-го окремого мотопіхотного батальйону.
26 серпня 2015 року загинув від смертельного поранення внаслідок обстрілу, вчиненого терористами з РСЗВ «Град» під селом Прохорівка Волноваського району — снаряд влучив у бліндаж, загинуло 4 бійці — Олег Середюк, Олександр Гуменюк, Валерій Головко, Олег Матлак.
Поховали Олега 2 вересня в рідному селі Розлучений, залишилася 7-річна донька та молодші брати.

## Нагороди та вшанування
За особисту мужність, сумлінне та бездоганне служіння Українському народові, зразкове виконання військового обов'язку відзначений — нагороджений
- орденом «За мужність» ІІІ ступеня (16.1.2016, посмертно)[1]
- 27 вересня 2015 року в селі Москалівка на будівлі загальноосвітньої школи (вулиця 40-річчя Перемоги, 3), де навчався Олег Середюк, йому відкрито меморіальну дошку.